# (14317) Антонов
(14317) Антонов (лат. Antonov) — типичный астероид главного пояса, открыт 8 августа 1978 года советским астрономом Николаем Черных в Крымской астрофизической обсерватории и 7 января 2004 года назван в честь советского авиаконструктора Олега Антонова.

## Обнаружение и именование
(14317) Антонов
Открыт 8 августа 1978 года в Крымской астрофизической обсерватории Н. С. Черных.
Олег Константинович Антонов (1906—1984) работал в Киеве с 1952 года и был основателем национальной научно-технической школы самолётостроения. Создал множество типов планеров, пассажирских и транспортных самолётов, отличающихся новейшими характеристиками и открытиями. Также был талантливым поэтом и художником.
Оригинальный текст (англ.)14317 Antonov
Discovered 1978 Aug. 8 by N. S. Chernykh at the Crimean Astrophysical Observatory.
Oleg Konstantinovich Antonov (1906—1984) worked in Kiev beginning in 1952 and was the founder of a national scientific and technical school of aircraft building. He made many types of gliders, passenger and transport aircraft distinguished by the latest features and discoveries. He was also a talented poet and artist.
Источники: 20040107/MPCPages.arc; M.P.C. 50462.

## Орбита

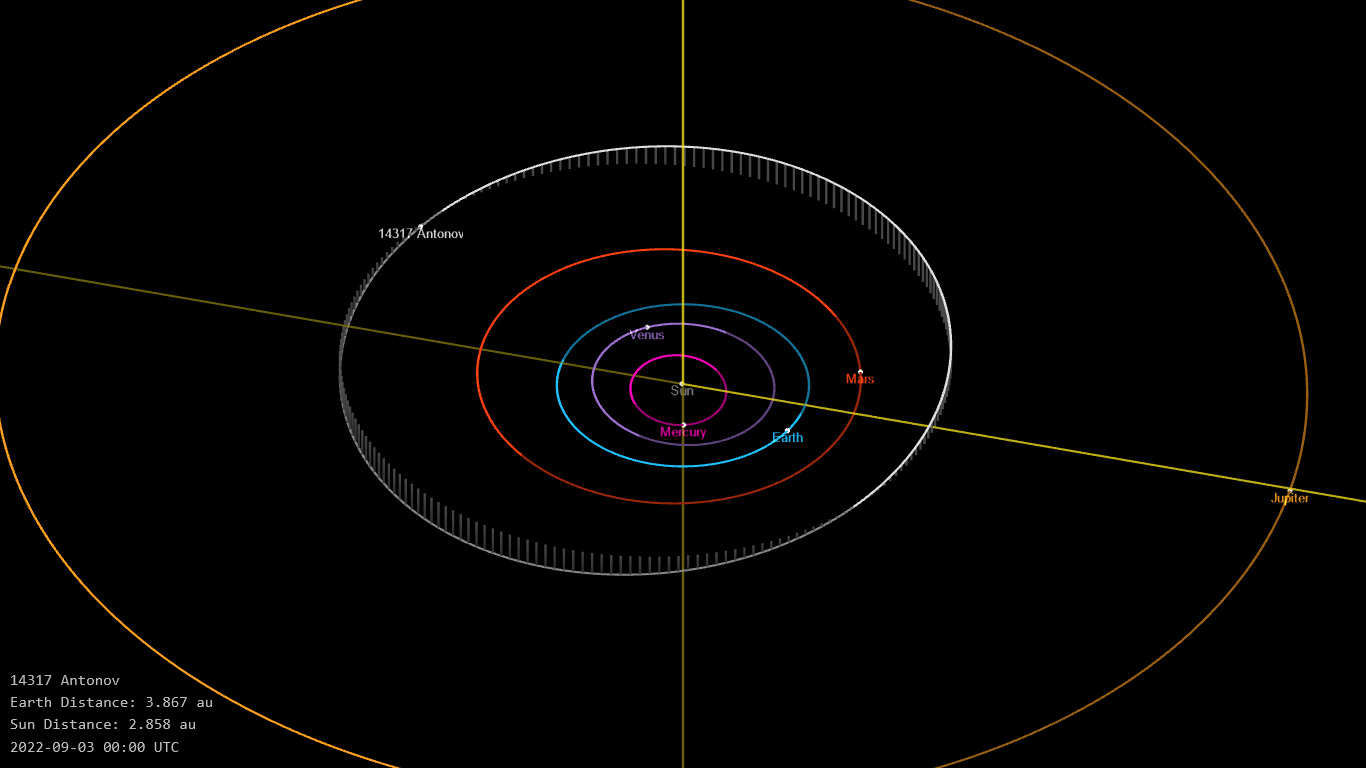
Орбита астероида Антонов и его положение в Солнечной системе

## Физические характеристики
Астероид относится к таксономическому классу S.
По результатам наблюдений в видимом и ближнем инфракрасном диапазоне космического телескопа NEOWISE диаметр астероида оценивался равным 3,928±0,323 км. Согласно тем же источникам альбедо оценивается как 0,2622±0,1150 и 0,262±0,115.